# UCI World Tour 2023
UCI World Tour 2023 byla série závodů, která zahrnovala 35 jednodenních a etapových závodů v rámci sezóny 2023. Seriál začal 17. ledna prologem Tour Down Under a skončil 17. října poslední etapou Tour of Guangxi.

## Závody
Oficiální kalendář byl odhalen na podzim 2022.
| Závod                             | Datum                   | Vítěz                          | 2. místo                       | 3. místo                  |
| --------------------------------- | ----------------------- | ------------------------------ | ------------------------------ | ------------------------- |
| Tour Down Under                   | 17. – 22. ledna         | Jay Vine (AUS)                 | Simon Yates (GBR)              | Pello Bilbao (ESP)        |
| Cadel Evans Great Ocean Road Race | 29. ledna               | Marius Mayrhofer (GER)         | Hugo Page (FRA)                | Simon Clarke (AUS)        |
| UAE Tour                          | 20. – 26. února         | Remco Evenepoel (BEL)          | Luke Plapp (AUS)               | Adam Yates (GBR)          |
| Omloop Het Nieuwsblad             | 25. února               | Dylan van Baarle (NED)         | Arnaud De Lie (BEL)            | Christophe Laporte (FRA)  |
| Strade Bianche                    | 4. března               | Tom Pidcock (GBR)              | Valentin Madouas (FRA)         | Tiesj Benoot (BEL)        |
| Paříž–Nice                        | 5. – 12. března         | Tadej Pogačar (SLO)            | David Gaudu (FRA)              | Jonas Vingegaard (DEN)    |
| Tirreno–Adriatico                 | 6. – 12. března         | Primož Roglič (SLO)            | João Almeida (POR)             | Tao Geoghegan Hart (GBR)  |
| Milán – San Remo                  | 18. března              | Mathieu van der Poel (NED)     | Filippo Ganna (ITA)            | Wout van Aert (BEL)       |
| Volta a Catalunya                 | 20. – 26. března        | Primož Roglič (SLO)            | Remco Evenepoel (BEL)          | João Almeida (POR)        |
| Classic Brugge–De Panne           | 22. března              | Jasper Philipsen (BEL)         | Olav Kooij (NED)               | Yves Lampaert (BEL)       |
| E3 Saxo Classic                   | 24. března              | Wout van Aert (BEL)            | Mathieu van der Poel (NED)     | Tadej Pogačar (SLO)       |
| Gent–Wevelgem                     | 26. března              | Christophe Laporte (FRA)       | Wout van Aert (BEL)            | Sep Vanmarcke (BEL)       |
| Dwars door Vlaanderen             | 29. března              | Christophe Laporte (FRA)       | Oier Lazkano (ESP)             | Neilson Powless (USA)     |
| Kolem Flander                     | 2. dubna                | Tadej Pogačar (SLO)            | Mathieu van der Poel (NED)     | Mads Pedersen (DEN)       |
| Kolem Baskicka                    | 3. – 8. dubna           | Jonas Vingegaard (DEN)         | Mikel Landa (ESP)              | Jon Izagirre (ESP)        |
| Paříž–Roubaix                     | 9. dubna                | Mathieu van der Poel (NED)     | Jasper Philipsen (BEL)         | Wout van Aert (BEL)       |
| Amstel Gold Race                  | 16. dubna               | Tadej Pogačar (SLO)            | Ben Healy (IRL)                | Tom Pidcock (GBR)         |
| Valonský šíp                      | 19. dubna               | Tadej Pogačar (SLO)            | Mattias Skjelmose Jensen (DEN) | Mikel Landa (ESP)         |
| Lutych–Bastogne–Lutych            | 23. dubna               | Remco Evenepoel (BEL)          | Tom Pidcock (GBR)              | Santiago Buitrago (COL)   |
| Tour de Romandie                  | 25. – 30. dubna         | Adam Yates (GBR)               | Matteo Jorgenson (USA)         | Damiano Caruso (ITA)      |
| Eschborn–Frankfurt                | 1. května               | Søren Kragh Andersen (DEN)     | Patrick Konrad (AUT)           | Alessandro Fedeli (ITA)   |
| Giro d'Italia                     | 6. – 28. května         | Primož Roglič (SLO)            | Geraint Thomas (GBR)           | João Almeida (POR)        |
| Critérium du Dauphiné             | 4. – 11. června         | Jonas Vingegaard (DEN)         | Adam Yates (GBR)               | Ben O'Connor (AUS)        |
| Tour de Suisse                    | 11. – 18. června        | Mattias Skjelmose Jensen (DEN) | Juan Ayuso (ESP)               | Remco Evenepoel (BEL)     |
| Tour de France                    | 1. – 23. července       | Jonas Vingegaard (DEN)         | Tadej Pogačar (SLO)            | Adam Yates (GBR)          |
| Clásica de San Sebastián          | 29. července            | Remco Evenepoel (BEL)          | Pello Bilbao (ESP)             | Alexandr Vlasov           |
| Tour de Pologne                   | 29. července – 4. srpna | Matej Mohorič (SLO)            | João Almeida (POR)             | Michał Kwiatkowski (POL)  |
| BEMER Cyclassics                  | 20. srpna               | Mads Pedersen (DEN)            | Danny van Poppel (NED)         | Elia Viviani (ITA)        |
| / Renewi Tour                     | 23. – 27. srpna         | Tim Wellens (BEL)              | Florian Vermeersch (BEL)       | Yves Lampaert (BEL)       |
| Vuelta a España                   | 26. srpna – 17. září    | Sepp Kuss (USA)                | Jonas Vingegaard (DEN)         | Primož Roglič (SLO)       |
| Bretagne Classic                  | 3. září                 | Valentin Madouas (FRA)         | Mathieu Burgaudeau (FRA)       | Felix Großschartner (AUT) |
| Grand Prix Cycliste de Québec     | 8. září                 | Arnaud De Lie (BEL)            | Corbin Strong (NZL)            | Michael Matthews (AUS)    |
| Grand Prix Cycliste de Montréal   | 10. září                | Adam Yates (GBR)               | Pavel Sivakov (FRA)            | Alex Aranburu (ESP)       |
| Il Lombardia                      | 7. října                | Tadej Pogačar (SLO)            | Andrea Bagioli (ITA)           | Primož Roglič (SLO)       |
| Tour of Guangxi                   | 12. – 17. října         | Milan Vader (NED)              | Rémy Rochas (FRA)              | Ethan Hayter (GBR)        |